# Majoidea
Majoidea — надродина крабів, що належить до групи Heterotremata.
Надродина включає у себе 6 родин:
- Epialtidae
- Hymenosomatidae[2]
- Inachidae
- Inachoididae
- Majidae
- Oregoniidae